# Miguel Araujo
Miguel Gianpierre Araujo Blanco (Lima, 24 de octubre de 1994) es un futbolista peruano. Juega como defensa central y su equipo actual es Sporting Cristal de la Liga 1 del Perú. Es internacional con la selección de fútbol del Perú desde 2014.

## Trayectoria

### Cobresol
Miguel Araujo comenzó su carrera en el club Cobresol de Perú a los 14 años, para posteriormente ser ascendido al primer equipo y el 5 de noviembre del 2011 debutar oficialmente en primera división ante la Universidad César Vallejo.

### Sport Huancayo
En enero del 2012 se unió al Sport Huancayo, debutando el 15 de abril de 2012 ante Inti Gas, luego de ingresar en reemplazo de Ryan Salazar. Desde entonces se ganó un puesto fijo en la zaga.
El 24 de enero de 2012, disputó por primera vez un partido de la Copa Libertadores en el cual Sport Huancayo cayó de local ante Arsenal de Sarandí. Con tan sólo 17 años, se convirtió en el debutante más joven de un equipo peruano en la Copa Libertadores. Aquel año jugó 22 partidos en el torneo local, alternando con Rafael Farfán y Anier Figueroa. Además logró clasificar a la Copa Sudamericana 2013. 
En la temporada 2013 del Campeonato Descentralizado, Araujo anotó por primera vez. El 19 de junio marcó el cuarto gol en la victoria por 4-1 sobre José Gálvez de Chimbote.

### Estrella Roja de Belgrado
El 27 de julio de 2013, fue transferido al club Estrella Roja de Belgrado de la primera división de Serbia, firmando un contrato para las próximas cuatro temporadas. Recibió el dorsal número 20 en su presentación.
El 19 de octubre, realizó su debut como titular en la victoria del Estrella Roja sobre el Novi Pazar por 5-1, jugando los 90 minutos. al final de la temporada 2014 logró salir campeón. Tuvo problemas con su club ya que no le pagaban y decidió rescindir contrato. Se probó en el Granada C.F, pero su contratación no se completó por un tema de cupos de extranjeros. 

### Alianza Lima
A mitad del año 2014 llega a Alianza Lima, volviéndose habitual en el equipo, que era dirigido por el uruguayo Guillermo Sanguinetti.
El 2015 logra consolidarse como titular en el equipo Blanquiazul; sin embargo, se ve envuelto en un bochornoso incidente, donde miembros de la barra aliancista intentaron agredirlo junto con Christian Cueva y Víctor Cedrón, en represalia por la abultada derrota en condición de local ante el Club Atlético Huracán de Argentina, por la Copa Libertadores de ese año. Pese a esto, Araujo optó por permanecer en el club. Ese año completó una de sus mejores temporadas, jugando 38 encuentros y anotando 2 goles.
En la temporada 2016, su rendimiento siguió siendo muy regular, por lo que fue convocado a la Selección de fútbol de Perú, convirtiéndose en un nombre habitual en las convocatorias. Con Alianza Lima, completó 34 encuentros y anotó 1 gol.
Al año siguiente se coronó Campeón de la Primera División 2017 con Alianza Lima, de la mano del estratega uruguayo Pablo Bengoechea, jugando algunos partidos como capitán y siendo uno de los puntos más altos del equipo. Asimismo, se mantuvo como parte de la Selección, siendo clave en los partidos ante Uruguay y Argentina, consolidándose como nombre fijo en las convocatorias venideras. Con el equipo victoriano disputó 26 encuentros.
El 3 de enero de 2018 renovó por dos temporadas con Alianza Lima, con mucha expectativa por afrontar la Copa Libertadores de ese año. Llega a disputar 5 partidos del referido torneo, cumpliendo una buena campaña a nivel individual, aunque quedando en deuda a nivel colectivo, tras quedar eliminado con 1 solo punto en fase de grupos. 
Disputó 6 partidos del Torneo Local y se despide del club a mitad de año, anunciando su pase a la Liga Argentina. Deja el equipo tras participar de 124 encuentros, anotar 5 goles y recibir 1 tarjeta roja, en los 4 años que defendió al equipo victoriano.

### Talleres de Córdoba
El 7 de agosto de 2018, tras la buena campaña con Alianza Lima y haber formado parte del plantel de la selección peruana que disputó el Mundial de Rusia de 2018, fue cedido en calidad de préstamo por un año con opción a renovar.
Fichó por Talleres de Córdoba, para afrontar la Superliga Argentina y una fase previa a la Copa Libertadores 2019. Debutó por la fecha 3 de la Superliga Argentina 2018-19 en la victoria de la "T" por 2-0 ante Gimnasia y Esgrima de la Plata, haciendo una gran actuación, donde la prensa y la afición lo destacaron por su agresividad en la marca.
A mediados de 2019, su pase resultó muy elevado para el equipo argentino, quedando libre, tras no poder extender su préstamo. Se decía que manejaba ofertas del fútbol árabe y el fútbol mexicano, por lo que Alianza Lima (dueño de su pase) no lo inscribió para el segundo semestre de 2019.

### FC Emmen
El 4 de octubre de 2019, el FC Emmen hizo oficial su fichaje hasta el año 2021.

### Portland Timbers
El 30 de junio de 2023, el Portland Timbers de la Major League Soccer de Estados Unidos oficializó la contratación de Miguel Araujo. El contrato tiene una duración de 3 años, hasta la temporada 2025-26.

### Sporting Cristal
El 7 de julio se oficializó su fichaje por el club Sporting Cristal hasta diciembre de 2026.

## Selección nacional

### Selección peruana sub-17
Participó en el Campeonato Sudamericano Sub-17 de 2011 realizado en Ecuador, disputando tres partidos como titular: ante Argentina, Bolivia y Uruguay. En el primer partido ante Argentina, vio la tarjeta roja y Perú perdió 4-2. Perú no clasificó al hexagonal final tras ubicarse en el cuarto lugar del Grupo A.

### Selección peruana sub-20
Por sus correctas actuaciones con el Sport Huancayo, fue convocado por el técnico Daniel Ahmed para disputar con la selección sub-20 el Sudamericano Sub-20 que se disputó en Argentina. Jugó cinco partidos a lo largo del campeonato e incluso anotó un gol ante Paraguay en el empate 1-1. Pese a realizar un buen torneo, Perú no pudo clasificar al mundial de la categoría.
Cabe precisar que en este torneo, su generación sentó las bases del plantel que clasificaría con la selección mayor a Rusia 2018. Compartió equipo con jugadores como Edison Flores, Renato Tapia, Cristian Benavente, Wilder Cartagena, Andy Polo, Yordy Reyna, Alexi Gómez, Iván Bulos, Rafael Guarderas, entre otros.

### Selección mayor
Fue llamado por primera vez a la selección absoluta por el uruguayo Sergio Markarián, para el amistoso frente a Trinidad y Tobago del 27 de marzo de 2013, sin embargo, se quedaría en el banco de suplentes.
Su debut se produjo contra Paraguay el 19 de noviembre de 2014 entrando en reemplazo de Cristian Benavente a los 84' de juego, con el dorsal 5. El entrenador de Perú era el uruguayo Pablo Bengoechea. 
Su debut en Clasificatorias fue el 7 de septiembre de 2016, en el encuentro contra Ecuador, cuando el argentino Ricardo Gareca ordenó su ingreso por el lesionado Luis Abram a los 17' del primer tiempo. El encuentro terminó con victoria del equipo incaico por 2-1. Después se volvió habitual en las convocatorias de Ricardo Gareca, destacando su participación en la victoria por 2-1 ante Uruguay, realizando una férrea marca a los laureados Luis Suárez y Edinson Cavani. También jugó los 90' del empate 0-0 ante  Argentina en Buenos Aires, donde marcó al astro argentino Lionel Messi.
El 16 de mayo de 2018, el entrenador de la selección peruana, Ricardo Gareca, lo incluyó en la nómina preliminar de 24 jugadores convocados para la Copa Mundial de Fútbol de 2018. Finalmente, fue confirmado en la lista definitiva de 23 jugadores el 4 de junio. De esta forma se convirtió en uno de los 4 zagueros centrales escogidos para representar al Perú en la cita mundialista, junto a Alberto Rodríguez, Christian Ramos y Anderson Santamaría. Cabe destacar que lo hizo ganándole el puesto a otros zagueros que destacaban en clubes del exterior como Luis Abram, Carlos Zambrano, Alexander Callens, entre otros.
En julio de 2019 llegaría a la final de la Copa América 2019, quedándose con el segundo lugar del certámente, tras la derrota sufrida frente el anfitrión Brasil. Cabe precisar que la dupla titular para este torneo la conformaron Carlos Zambrano y Luis Abram; sin embargo, Araujo alineó en la victoria ante Bolivia y la derrota ante Brasil, ambos partidos durante la fase de grupos.  

#### Participaciones en Copas del Mundo
| Mundial           | Sede  | Resultado      | Partidos | Goles |
| ----------------- | ----- | -------------- | -------- | ----- |
| Copa Mundial 2018 | Rusia | Fase de grupos | 0        | 0     |

#### Participaciones en Copas América
| Torneo            | Sede           | Resultado      | Partidos | Goles |
| ----------------- | -------------- | -------------- | -------- | ----- |
| Copa América 2019 | Brasil         | Subcampeón     | 1        | 0     |
| Copa América 2021 | Brasil         | Cuarto Lugar   | 2        | 0     |
| Copa América 2024 | Estados Unidos | Fase de grupos | 2        | 0     |

#### Goles internacionales
| # | Fecha                 | Lugar                        | Rival   | Gol   | Resultado | Competición                |
| - | --------------------- | ---------------------------- | ------- | ----- | --------- | -------------------------- |
| 1 | 11 de octubre de 2024 | Estadio Nacional, Lima, Perú | Uruguay | 1 - 0 | 1 - 0     | Eliminatorias Mundial 2026 |

### Resumen estadístico
| Selección Nacional | Año  | Partidos | Goles |
| ------------------ | ---- | -------- | ----- |
| Selección Peruana  | 2014 | 1        | 0     |
| Selección Peruana  | 2017 | 2        | 0     |
| Selección Peruana  | 2018 | 2        | 0     |
| Selección Peruana  | 2019 | 5        | 0     |
| Selección Peruana  | 2020 | 1        | 0     |
| Selección Peruana  | 2021 | 1        | 0     |
| Selección Peruana  | 2022 | 3        | 0     |
| Selección Peruana  | 2023 | 3        | 0     |
| Selección Peruana  | 2024 | 8        | 1     |

## Estadísticas

### Clubes
Actualizado al último partido disputado el 01 de junio de 2024.
| Club | Div.                | Temporada           | Liga  | Liga  | Liga   | Copas nacionales(1) | Copas nacionales(1) | Copas nacionales(1) | Torneos internacionales(2) | Torneos internacionales(2) | Torneos internacionales(2) | Total(3) | Total(3) | Total(3) |
| Club | Div.                | Temporada           | Part. | Goles | Asist. | Part.               | Goles               | Asist.              | Part.                      | Goles                      | Asist.                     | Part.    | Goles    | Asist.   |
| --- | ------------------- | ------------------- | ----- | ----- | ------ | ------------------- | ------------------- | ------------------- | -------------------------- | -------------------------- | -------------------------- | -------- | -------- | -------- |
| Cobresol · Perú | 1ª                  | 2011                | 4     | 0     | 0      | 0                   | 0                   | 0                   | —                          | —                          | —                          | 4        | 0        | 0        |
| Cobresol · Perú | Total               | Total               | 4     | 0     | 0      | 0                   | 0                   | 0                   | 0                          | 0                          | 0                          | 4        | 0        | 0        |
| Sport Huancayo · Perú | 1ª                  | 2012                | 22    | 0     | 0      | —                   | —                   | —                   | 1                          | 0                          | 0                          | 23       | 0        | 0        |
| Sport Huancayo · Perú | 1ª                  | 2013                | 21    | 1     | 1      | —                   | —                   | —                   | 0                          | 0                          | 0                          | 21       | 1        | 1        |
| Sport Huancayo · Perú | Total               | Total               | 43    | 1     | 1      | 0                   | 0                   | 0                   | 1                          | 0                          | 0                          | 44       | 1        | 1        |
| Estrella Roja Serbia | 1ª                  | 2013-14             | 5     | 0     | 0      | 1                   | 0                   | 0                   | —                          | —                          | —                          | 6        | 0        | 0        |
| Estrella Roja Serbia | Total               | Total               | 5     | 0     | 0      | 1                   | 0                   | 0                   | 0                          | 0                          | 0                          | 6        | 0        | 0        |
| Alianza Lima · Perú | 1ª                  | 2014                | 15    | 0     | 0      | —                   | —                   | —                   | —                          | —                          | —                          | 15       | 0        | 0        |
| Alianza Lima · Perú | 1ª                  | 2015                | 30    | 2     | 2      | 8                   | 0                   | 0                   | 2                          | 0                          | 0                          | 40       | 2        | 2        |
| Alianza Lima · Perú | 1ª                  | 2016                | 34    | 1     | 1      | —                   | —                   | —                   | —                          | —                          | —                          | 34       | 1        | 1        |
| Alianza Lima · Perú | 1ª                  | 2017                | 29    | 0     | 0      | —                   | —                   | —                   | 2                          | 0                          | 0                          | 31       | 0        | 0        |
| Alianza Lima · Perú | 1ª                  | 2018                | 12    | 2     | 2      | —                   | —                   | —                   | 5                          | 0                          | 0                          | 17       | 2        | 2        |
| Alianza Lima · Perú | Total               | Total               | 120   | 5     | 5      | 8                   | 0                   | 0                   | 9                          | 0                          | 0                          | 137      | 5        | 5        |
| Talleres de Córdoba Argentina | 1ª                  | 2018-19             | 18    | 0     | 0      | 3                   | 0                   | 0                   | 2                          | 0                          | 0                          | 23       | 0        | 0        |
| Talleres de Córdoba Argentina | Total               | Total               | 18    | 0     | 0      | 3                   | 0                   | 0                   | 2                          | 0                          | 0                          | 23       | 0        | 0        |
| FC Emmen · Países Bajos | 1ª                  | 2019-20             | 12    | 1     | 0      | 0                   | 0                   | 0                   | —                          | —                          | —                          | 12       | 1        | 0        |
| FC Emmen · Países Bajos | 1ª                  | 2020-21             | 34    | 4     | 1      | 3                   | 0                   | 0                   | —                          | —                          | —                          | 37       | 4        | 1        |
| FC Emmen · Países Bajos | 2ª                  | 2021-22             | 29    | 5     | 2      | 2                   | 0                   | 1                   | Inexistente                | Inexistente                | Inexistente                | 31       | 5        | 3        |
| FC Emmen · Países Bajos | 1ª                  | 2022-23             | 35    | 1     | 0      | 3                   | 1                   | 0                   | —                          | —                          | —                          | 38       | 2        | 0        |
| FC Emmen · Países Bajos | Total               | Total               | 110   | 11    | 3      | 8                   | 1                   | 1                   | 0                          | 0                          | 0                          | 118      | 12       | 4        |
| Portland Timbers · Estados Unidos · Canadá | 1ª                  | 2023                | 3     | 0     | 0      | 2                   | 0                   | 0                   | 0                          | 0                          | 0                          | 5        | 0        | 0        |
| Portland Timbers · Estados Unidos · Canadá | 1ª                  | 2024                | 12    | 0     | 0      | 0                   | 0                   | 0                   | 0                          | 0                          | 0                          | 12       | 0        | 0        |
| Portland Timbers · Estados Unidos · Canadá | Total               | Total               | 15    | 0     | 0      | 2                   | 0                   | 0                   | 0                          | 0                          | 0                          | 17       | 0        | 0        |
| Total en su carrera | Total en su carrera | Total en su carrera | 315   | 17    | 9      | 22                  | 1                   | 1                   | 12                         | 0                          | 0                          | 349      | 18       | 10       |
| (1) Incluye datos de Torneo del Inca y Copa de los Países Bajos. (2) Incluye datos de Copa Sudamericana y Copa Libertadores. (3) No incluye goles en partidos amistosos. |                     |                     |       |       |        |                     |                     |                     |                            |                            |                            |          |          |          |

## Palmarés

### Torneos cortos
| Título          | Club         | País | Año  |
| --------------- | ------------ | ---- | ---- |
| Torneo Apertura | Alianza Lima | Perú | 2017 |
| Torneo Clausura | Alianza Lima | Perú | 2017 |

### Campeonatos nacionales
| Título                    | Club          | País         | Año     |
| ------------------------- | ------------- | ------------ | ------- |
| Superliga de Serbia       | Estrella Roja | Serbia       | 2013-14 |
| Primera División del Perú | Alianza Lima  | Perú         | 2017    |
| Eerste Divisie            | FC Emmen      | Países Bajos | 2021-22 |

### Distinciones individuales
| Distinción                                                                      | Año  |
| ------------------------------------------------------------------------------- | ---- |
| Incluido en el once ideal de diciembre en la Eredivisie                         | 2021 |
| Incluido en el XI ideal de la fecha 18 de la Eredivisie 2020-21 según SofaScore | 2021 |
| Elegido mejor jugador del año del FC Emmen                                      | 2021 |